# Liste der portugiesischen Botschafter in Belgien
Belgien und Portugal unterhalten mindestens seit 1834 diplomatische Beziehungen.
Die Botschaft Portugals in der belgischen Hauptstadt Brüssel sitzt in der Avenue de Cortenbergh, Hausnummer 12. Sie wurde 1834 als Legation eröffnet, 1956 wurde sie zur vollwertigen Botschaft erhoben.
Daneben bestehen Honorarkonsulate in Antwerpen, Brügge und Lüttich.
Belgien unterhält seit 1848 seinerseits eine eigene Botschaft in Lissabon, dazu bestehen vier belgische Honorarkonsulate.

## Missionschefs
| Name                                                                | Bild    | Amtszeit                              | Anmerkungen                                                                                            |
| Belgien                                                             | Belgien | Belgien                               | Belgien                                                                                                |
| ------------------------------------------------------------------- | ------- | ------------------------------------- | --- |
| João Baptista de Almeida Garret                                     |         | 30. Juli 1834 – 23. Januar 1836       | Geschäftsträger; erster Botschafter Portugals in Brüssel, am 8. August 1834 akkreditiert               |
| Luis Maria da Cunha                                                 |         | 24. Januar 1836 – 29. November 1836   | Ministerresident, am 7. März 1836 akkreditiert                                                         |
| Joaquim de Reboredo                                                 |         | 30. November 1836 – 21. November 1839 | Übergangs-Geschäftsträger                                                                              |
| Luis Victorino de Noronha                                           |         | 22. November 1839 – 3. Dezember 1842  | Geschäftsträger, am 22. November 1839 akkreditiert                                                     |
| Joaquim António Gonçalves Macieira                                  |         | 14. Juli 1843 – 18. Oktober 1843      | Übergangs-Geschäftsträger                                                                              |
| Nuno Barbosa de Figueiredo                                          |         | 19. Oktober 1843 – 4. November 1845   | Geschäftsträger, am 21. Oktober 1843 akkreditiert                                                      |
| Conde da Azinhaga                                                   |         | 27. November 1845 – 28. Juli 1847     | Übergangs-Geschäftsträger                                                                              |
| Conde da Azinhaga                                                   |         | 28. Juli 1847 – 30. April 1851        | Ministerresident, am 14. November 1847 akkreditiert                                                    |
| Barão de Seisal                                                     |         | 16. Juni 1851 – 7. Februar 1870       | Sondergesandter, am 8. Juli 1851 akkreditiert                                                          |
| Miguel Martins D' Antas                                             |         | 31. März 1870 – 7. Januar 1871        | Ministro Plenipotenciário, akkreditiert am 4. Juni 1871                                                |
| Marquês de Angeja                                                   |         | 8. Januar 1871 – 17. Januar 1872      | Ministro Plenipotenciário, am 10. Januar 1871 akkreditiert                                             |
| António de Tovar                                                    |         | 19. Februar 1871 – 20. August 1871    | Übergangs-Geschäftsträger                                                                              |
| Manuel Garcia da Rosa                                               |         | 21. August 1871 – 30. Januar 1872     | Ministro Plenipotenciário, am 22. August 1871 akkreditiert                                             |
| Miguel Martins D' Antas                                             |         | 31. Januar 1872 – 7. September 1874   | Ministro Plenipotenciário, am 4. Februar 1872 akkreditiert                                             |
| Conde de Tomar                                                      |         | 20. Dezember 1874 – 8. August 1881    | Ministro Plenipotenciário, am 26. Dezember 1874 akkreditiert                                           |
| Conde de Rilvas                                                     |         | 26. September 1881 – 18. August 1889  | Ministro Plenipotenciário, am 19. August 1881 akkreditiert                                             |
| Henrique de Macedo Pereira Coutinho                                 |         | 5. November 1889 – 20. Juli 1891      | Ministro Plenipotenciário                                                                              |
| Miguel Martins D'Antas                                              |         | 20. August 1891 – 24. Oktober 1895    | Ministro Plenipotenciário, am 27. August 1891 akkreditiert                                             |
| Henrique O’Conner Martins                                           |         | 25. Oktober 1895 – 1. März 1896       | Übergangs-Geschäftsträger                                                                              |
| Conde de Tovar                                                      |         | 2. März 1896 – 26. September 1902     | Ministro Plenipotenciario, am 7. März 1896 akkreditiert                                                |
| Conde de Azevedo da Silva                                           |         | 30. September 1902 – 18. Januar 1906  | Ministro Plenipotenciario, am 3. Oktober 1902 akkreditiert                                             |
| António Duarte Oliveira Soares                                      |         | 24. August 1905 – 5. Dezember 1905    | Übergangs-Geschäftsträger                                                                              |
| Visconde de Santo Tirso                                             |         | 23. Februar 1906 – 24. Januar 1911    | Ministro Plenipotenciario                                                                              |
| Augusto Manuel Alves da Veiga                                       |         | 4. April 1911 – 2. Dezember 1924      | Ministro Plenipotenciario, am 16. Dezember 1911 akkreditiert                                           |
| José Joaquim do Rêgo Cordeiro                                       |         | 2. Dezember 1924 – 5. Mai 1925        | Geschäftsträger                                                                                        |
| José Batalha de Freitas                                             |         | 5. Mai 1925 – 17. April 1926          | Ministro Plenipotenciario, am 26. Mai 1925 akkreditiert                                                |
| Alberto de Oliveira                                                 |         | 17. April 1926 – 13. Dezember 1929    | Ministro Plenipotenciario, am 27. April 1926 akkreditiert                                              |
| Augusto de Castro Sampaio Corte-Real                                |         | 12. Dezember 1929 – 6. Februar 1931   | Ministro Plenipotenciario, am 23. Dezember 1929 akkreditiert                                           |
| Alberto de Oliveira                                                 |         | 11. März 1931 – 12. Januar 1935       | Ministro Plenipotenciario, am 23. März 1931 akkreditiert                                               |
| Augusto de Castro Sampaio Corte-Real                                |         | 13. Februar 1935 – 8. Dezember 1938   | Ministro Plenipotenciario, am 28. Februar 1935 akkreditiert                                            |
| Rodrigo de Azevedo Aires de Magalhães                               |         | 8. Dezember 1938 – 15. Dezember 1938  | Geschäftsträger                                                                                        |
| António de Séves                                                    |         | 16. Dezember 1938 – 8. April 1939     | Geschäftsträger                                                                                        |
| Francisco de Assis Maria de Oliveira de Almeida Calheiros e Meneses |         | 8. April 1939 – ?                     | Ministro Plenipotenciario, am 15. April 1939 akkreditiert                                              |
| Eduardo Marciano Borges Vieira Leitão                               |         | 1. April 1945 – 15. Januar 1956       | Ministro Plenipotenciario, am 18. April 1945 akkreditiert                                              |
| Eduardo Marciano Borges Vieira Leitão                               |         | 25. Januar 1956 – 14. Februar 1967    | Botschafter, am 25. Januar 1956 neu akkreditiert; 1956 wurde die Legation zur vollen Botschaft erhoben |
| Eduardo Brazão                                                      |         | 28. Februar 1967 – 4. Dezember 1968   | Botschafter, am 5. März 1967 akkreditiert                                                              |
| Armando Ramos de Paula Coelho                                       |         | 2. Februar 1969 – 6. Februar 1975     | Botschafter, am 14. Februar 1969 akkreditiert                                                          |
| Manuel Rodrigues de Almeida Coutinho                                |         | 6. Februar 1975 – 25. Mai 1977        | Botschafter, am 19. Februar 1975 akkreditiert                                                          |
| João Eduardo Nunes D’Oliveira Pequito                               |         | 15. Juli 1977 – 22. Juli 1981         | Botschafter, am 20. Juli 1977 akkreditiert                                                             |
| Alexandre Eduardo Lencastre da Veiga                                |         | 24. Juli 1981 – 16. Mai 1988          | Botschafter, am 14. September 1981 akkreditiert                                                        |
| António Augusto Medeiros Patrício                                   |         | 20. Mai 1988 – 27. Januar 1993        | Botschafter, am 14. Juni 1988 akkreditiert                                                             |
| José Eduardo de Melo Gouveia                                        |         | 1993 –                                | Botschafter, am 9. März 1993 akkreditiert                                                              |
| João Alberto Bacelar da Rocha Páris                                 |         | 29. Januar 1996 – 17. Mai 1999        | Botschafter, am 28. Februar 1996 akkreditiert                                                          |
| Francisco Pessanha Quevedo Crespo                                   |         | 5. Mai 1999 – 18. Mai 2004            | Botschafter, am 26. Mai 1999 akkreditiert                                                              |
| Maria Isabel de Carvalho Mendonça Raimundo                          |         | 19. Mai 2004 – 7. Oktober 2004        | Übergangs-Geschäftsführerin                                                                            |
| João Diogo Nunes Barata                                             |         | 8. Oktober 2004 – 21. August 2006     | Botschafter                                                                                            |
| Maria Clara Nunes Pinto Capelo Ramos Nunes dos Santos               |         | 22. August 2006 – 23. November 2006   | Übergangs-Geschäftsführerin                                                                            |
| Manuel Nuno Tavares de Sousa                                        |         | 24. November 2006 – 14. August 2008   | Botschafter                                                                                            |
| Vasco Luís Pereira Bramão Ramos                                     |         | 15. September 2008 – 26. Mai 2011     | |
| Antonio Alves Machado                                               |         | seit 20. Mai 2015                     | Botschafter, am 20. Mai 2015 akkreditiert                                                              |